# Bobby Schayer
Bobby Schayer (Los Angeles, 23 de dezembro de 1966). Foi o baterista oficial do Bad Religion no período de 1991 a 2001.
Criado na cidade de Encino (um subúrbio do Vale de São Fernando). Seu interesse pela percussão começou em 1976 quando tinha 10 anos, mas foi só em 1980 que ele se tornou o baterista oficial do Circle Jerks.
Bobby entrou no Bad Religion, em abril de 1991 substituindo o antigo baterista Peter Finestone que deixou a banda após a gravação do álbum Against the Grain. Bobby gravou com o Bad Religion álbuns aclamados pelos fãs e pela critica como Generator (1992), Recipe for Hate (1993), Stranger Than Fiction (1994), The Gray Race (1996) e Tested (1997) e outros já nem tão bem recebidos pelo público como o No substance (1998) e New America (2000). Em 2001 sofreu uma lesão no ombro, deixando-o incapaz tocar bateria profissionalmente sendo assim substituído pelo garoto prodígio Brooks Wackerman, ex The Vandals, Suicidal Tendencies e Bad4Good.